# Euphorbia neogillettii
Euphorbia neogillettii är en törelväxtart som beskrevs av Peter Vincent Bruyns. Euphorbia neogillettii ingår i släktet törlar, och familjen törelväxter.
Artens utbredningsområde är Somalia. Inga underarter finns listade i Catalogue of Life.